# Ascoli Calcio 1898 FC 2024-2025
Questa voce raccoglie le informazioni riguardanti l'Ascoli Calcio 1898 FC nelle competizioni ufficiali della stagione 2024-2025.

## Divise e sponsor
| Casa | Trasferta | Terza divisa | Quarta divisa |

## Organigramma societario
Dal sito internet ufficiale della società.
Consiglio di amministrazione
- Presidente: Carlo Neri
- Vice presidenti: Roberta Pulcinelli, Andrea Di Maso
- Consiglieri: Massimiliano Mostacchia, Daniela Mancinelli, Paolo Carito

Area Organizzativa
- Direttore generale: Domenico Verdone
- Direttore sportivo: Emanuele Righi
- Segretario generale: Marco Maria Marcolini
- Segretario sportivo: Mirko Evangelista
- Responsabile comunicazione e Ufficio Stampa: Valeria Lolli
- Social Media Manager: Marco Sabatucci
- Coordinatore Area Marketing: Leonardo Fontana
- Ticketing Manager: Fabio Monopoli
- Responsabile Settore Giovanile: Antonino Nosdeo
- Coordinatore Organizzativo Settore Giovanile: Gianmarco Marucchi
- Amministrazione: Grazia Maria Di Silvestre, Gaia Gaspari
- Magazzinieri: Emidio Alessi, Mauro Angelozzi, Gaetano Camaioni, Alessandro Giacobbi

Staff tecnico
- Team Manager: Mirko Evangelista
- Allenatore: Massimo Carrera fino al 27 settembre 2024,[4] poi Cristian Ledesma (ad interim) fino al 3 ottobre 2024,[5] poi Domenico Di Carlo fino al 25 gennaio 2025,[6][7] poi Mirko Cudini fino al 13 marzo 2025,[8][9] poi Domenico Di Carlo[10]
- Allenatore in seconda: Sergio Porrini fino al 27 settembre 2024,[4] poi Davide Mezzanotti fino al 25 gennaio 2025,[11] poi Luca Galuppi fino al 13 marzo 2025, poi Davide Mezzanotti
- Preparatore dei portieri: Gianluca Riommi fino al 25 gennaio 2025, poi Cristian Cicioni fino al 13 marzo 2025, poi Gianluca Riommi
- Preparatore atletico responsabile: Giovanni Saracini fino al 27 settembre 2024,[4] poi Vincenzo Paradisi
- Match Analyst: Fabio De Felice

Area medica
- Responsabile sanitario: Serafino Salvi
- Medici Sociali: Stenio Amabili, Luigino Luciani
- Fisioterapisti: Marco Antonelli, Emiliano Di Luigi, Andrea Santori
- Medico 1ª squadra: Siriano Cordoni

## Rosa
| N. |                      | Ruolo | Calciatore         |
| -- | -------------------- | ----- | ------------------ |
| 1  | Italia (bandiera)    | P     | Alessandro Livieri |
| 2  | Argentina (bandiera) | D     | Marcos Curado      |
| 3  | Italia (bandiera)    | D     | Emanuele Maurizii  |
| 4  | Italia (bandiera)    | C     | Gianluca Carpani   |
| 5  | Italia (bandiera)    | C     | Marco Bertini      |
| 6  | Italia (bandiera)    | D     | Claud Adjapong     |
| 7  | Italia (bandiera)    | A     | Andrea Silipo      |
| 8  | Italia (bandiera)    | C     | Ivan Varone        |
| 9  | Italia (bandiera)    | A     | Francesco Forte    |
| 10 | Italia (bandiera)    | A     | Davide Marsura     |
| 11 | Italia (bandiera)    | A     | Mattia Tirelli     |
| 13 | Italia (bandiera)    | D     | Mattia Piermarini  |
| 14 | Italia (bandiera)    | D     | Danilo Quaranta    |
| 14 | Italia (bandiera)    | C     | Luca Baldassin     |
| 15 | Italia (bandiera)    | A     | Simone D'Uffizi    |
| 18 | Italia (bandiera)    | A     | Simone Corazza     |
| 19 | Italia (bandiera)    | D     | Damiano Menna      |

| N. |                     | Ruolo | Calciatore                    |
| -- | ------------------- | ----- | ----------------------------- |
| 21 | Italia (bandiera)   | C     | Simone Campagna               |
| 21 | Italia (bandiera)   | A     | Alessio Re                    |
| 23 | Italia (bandiera)   | D     | Manuel Alagna                 |
| 24 | Italia (bandiera)   | C     | Augusto Bando (vice capitano) |
| 25 | Italia (bandiera)   | C     | Yehiya Maiga Silvestri        |
| 26 | Italia (bandiera)   | D     | Francesco D'Amore             |
| 27 | Italia (bandiera)   | D     | Francesco Cozzoli             |
| 28 | Svezia (bandiera)   | D     | Riccardo Gagliolo (capitano)  |
| 29 | Romania (bandiera)  | D     | Robert Toma                   |
| 32 | Italia (bandiera)   | C     | Luca Tremolada                |
| 33 | Ghana (bandiera)    | C     | Moses Odjer                   |
| 44 | Slovenia (bandiera) | D     | Aljaž Tavčar                  |
| 45 | Italia (bandiera)   | A     | Jonathan Ciabuschi            |
| 67 | Italia (bandiera)   | A     | Mattia Gagliardi              |
| 70 | Marocco (bandiera)  | A     | Ismail Achik                  |
| 77 | Italia (bandiera)   | A     | Luigi Caccavo                 |
| 99 | Italia (bandiera)   | P     | Matteo Raffaelli              |

## Calciomercato

### Sessione estiva(dal 01/07 al 30/08)
| Acquisti         | Acquisti           | Acquisti            | Acquisti                                          |
| R.               | Nome               | da                  | Modalità                                          |
| ---------------- | ------------------ | ------------------- | ------------------------------------------------- |
| P                | Alessandro Livieri | Pisa                | prestito con obbligo di riscatto                  |
| P                | Lorenzo Abati      | SPAL                | prestito                                          |
| D                | Emanuele Maurizii  |                     | svincolato                                        |
| D                | Manuel Alagna      |                     | svincolato                                        |
| D                | Marcos Curado      | Catania             | definitivo                                        |
| D                | Damiano Menna      | Giugliano           | definitivo                                        |
| C                | Ivan Varone        | Cesena              | definitivo                                        |
| C                | Simone Campagna    |                     | svincolato                                        |
| C                | Luca Tremolada     | Modena              | prestito con obbligo di riscatto                  |
| C                | Marco Bertini      | Lazio               | prestito con diritto di riscatto e controriscatto |
| A                | Andrea Silipo      |                     | svincolato                                        |
| A                | Simone Corazza     | Cesena              | definitivo                                        |
| A                | Mattia Tirelli     |                     | svincolato                                        |
| A                | Luigi Caccavo      | Torino              | definitivo                                        |
| A                | Davide Marsura     | Catania             | prestito                                          |
| Altre operazioni |                    |                     |                                                   |
| R.               | Nome               | da                  | Modalità                                          |
| P                | Davide Barosi      | Audace Cerignola    | fine prestito                                     |
| P                | Gabriel Becchi     | Ghiviborgo          | fine prestito                                     |
| A                | Mattia Gagliardi   |                     | svincolato                                        |
| A                | Ismail Achik       | Bari                | prestito                                          |
| A                | Francesco Forte    | Cosenza             | fine prestito                                     |
| A                | Filippo Palazzino  | Guidonia Montecelio | fine prestito                                     |
| A                | Alessio Re         | Recanatese          | fine prestito                                     |

| Cessioni         | Cessioni             | Cessioni         | Cessioni                   |
| R.               | Nome                 | a                | Modalità                   |
| ---------------- | -------------------- | ---------------- | -------------------------- |
| P                | Emiliano Viviano     |                  | fine carriera              |
| P                | Davide Barosi        | Giugliano        | prestito                   |
| D                | Eric Botteghin       |                  | svincolato                 |
| D                | Raffaele Celia       | Cesena           | definitivo                 |
| D                | Valerio Mantovani    | Bari             | prestito                   |
| D                | Nicola Falasco       |                  | svincolato                 |
| D                | Giuseppe Bellusci    |                  | svincolato                 |
| C                | Fabrizio Caligara    | Sassuolo         | definitivo (500 mila €)    |
| C                | Marcello Falzerano   |                  | svincolato                 |
| A                | Pedro Mendes         | Modena           | definitivo (2,2 milioni €) |
| A                | Ilija Nestorovski    |                  | svincolato                 |
| A                | Filippo Palazzino    | Legnago          | prestito                   |
| A                | Alessio Re           | Messina          | prestito                   |
| Altre operazioni |                      |                  |                            |
| R.               | Nome                 | a                | Modalità                   |
| P                | Devis Vásquez        | Milan            | fine prestito              |
| P                | Gabriel Becchi       |                  | svincolato                 |
| P                | Luca Bolletta        | Gubbio           | definitivo                 |
| D                | Luka Bogdan          | Ternana          | fine prestito              |
| D                | Sauli Väisänen       | Odense           | fine prestito              |
| D                | Brian Bayeye         | Torino           | fine prestito              |
| C                | Samuel Giovane       | Atalanta         | fine prestito              |
| C                | Tommaso Milanese     | Cremonese        | fine prestito              |
| C                | Patrizio Masini      | Genoa            | fine prestito              |
| C                | Luca Valzania        | Cremonese        | fine prestito              |
| C                | Francesco Di Tacchio | Südtirol         | fine prestito              |
| C                | Karim Zedadka        | Swift Hesperange | fine prestito              |
| C                | Erdis Kraja          | Atalanta         | fine prestito              |
| A                | Pablo Rodríguez      | Lecce            | fine prestito              |
| A                | Dávid Ďuriš          | Žilina           | fine prestito              |
| A                | Jeremiah Streng      | SJK              | fine prestito              |

### Sessione invernale(dal 02/01 al 01/02)
| Acquisti         | Acquisti           | Acquisti        | Acquisti      |
| R.               | Nome               | da              | Modalità      |
| ---------------- | ------------------ | --------------- | ------------- |
| D                | Robert Toma        | Legnago         | definitivo    |
| D                | Francesco D'Amore  | Juve Stabia     | prestito      |
| C                | Gianluca Carpani   | Catania         | definitivo    |
| C                | Luca Baldassin     | Campobasso      | definitivo    |
| C                | Moses Odjer        | Pianese         | definitivo    |
| A                | Jonathan Ciabuschi | Atletico Ascoli | prestito      |
| Altre operazioni |                    |                 |               |
| R.               | Nome               | da              | Modalità      |
| P                | Davide Barosi      | Giugliano       | fine prestito |
| A                | Filippo Palazzino  | Legnago         | fine prestito |
| A                | Alessio Re         | Messina         | fine prestito |

| Cessioni         | Cessioni          | Cessioni           | Cessioni      |
| R.               | Nome              | a                  | Modalità      |
| ---------------- | ----------------- | ------------------ | ------------- |
| P                | Davide Barosi     | Trapani            | prestito      |
| D                | Danilo Quaranta   | Juve Stabia        | definitivo    |
| D                | Aljaž Tavčar      | Union Clodiense CS | prestito      |
| C                | Simone Campagna   | Carpi              | definitivo    |
| A                | Filippo Palazzino | AZ Picerno         | prestito      |
| A                | Mattia Tirelli    | Giana Erminio      | definitivo    |
| A                | Luigi Caccavo     | Caldiero           | prestito      |
| Altre operazioni |                   |                    |               |
| R.               | Nome              | a                  | Modalità      |
| P                | Lorenzo Abati     | SPAL               | fine prestito |
| A                | Ismail Achik      | Bari               | fine prestito |

## Risultati

### Serie C

#### Girone di andata
| Arbitro: | Diop (Treviglio) |

|                   |           |                         |
| Rao 63’ Arena 69’ | Marcatori | 36’ Tirelli 54’ Corazza |

| Arbitro: | Vingo (Pisa) |

|           |           |  |
| Varone 2’ | Marcatori |  |

| Arbitro: | Luongo (Frattamaggiore) |

|                     |           |           |
| Bariti 59’ Guiu 61’ | Marcatori | 65’ Bando |

| Arbitro: | G. Sacchi (Macerata) |

|  |           |                              |
|  | Marcatori | 25’ (rig.) Corazza 35’ Menna |

| Arbitro: | Milone (Taurianova) |

|             |           |                                     |
| Corazza 72’ | Marcatori | 68’ Saporiti 90+1’ (rig.) Sasanelli |

| Arbitro: | Di Reda (Molfetta) |

|                         |           |                         |
| Forapani 8’ Zagnoni 50’ | Marcatori | 33’ Cozzoli 73’ Corazza |

| Arbitro: | Rinaldi (Bassano del Grappa) |

|  |           |            |
|  | Marcatori | 73’ Parigi |

| Arbitro: | Ubaldi (Roma 1) |

|             |           |                            |
| Corazza 55’ | Marcatori | 19’ Vergani 57’ Bentivegna |

| Arbitro: | Mucera (Palermo) |

|                                     |           |                      |
| Cianci 54’ Curcio 63’ Caballero 90’ | Marcatori | 90+6’ (rig.) Corazza |

| Arbitro: | Mastrodomenico (Matera) |

|  |           |               |
|  | Marcatori | 39’ Montevago |

| Arbitro: | Vergaro (Bari) |

|             |           |  |
| Gambale 38’ | Marcatori |  |

| Arbitro: | Restaldo (Ivrea) |

|           |           |               |
| Bando 16’ | Marcatori | 69’ Mondonico |

| Arbitro: | Zago (Conegliano) |

|                       |           |             |
| Pattarello 85’ (rig.) | Marcatori | 70’ Corazza |

| Arbitro: | Pizzi (Bergamo) |

|             |           |                |
| Corazza 62’ | Marcatori | 30’ Martinelli |

| Arbitro: | De Angeli (Milano) |

|             |           |                      |
| Cannavò 64’ | Marcatori | 90+4’ (rig.) Corazza |

| Arbitro: | Maccarini (Arezzo) |

|                     |           |  |
| Pirrello 14’ (aut.) | Marcatori |  |

| Arbitro: | Di Francesco (Ostia Lido) |

|                 |           |                 |
| V. Djamanca 70’ | Marcatori | 24’, 59’ Silipo |

| Arbitro: | C. Esposito (Napoli) |

|                                         |           |              |
| Marsura 48’ Varone 52’ Corazza 70’, 77’ | Marcatori | 64’ Clemenza |

| Arbitro: | Marotta (Sapri) |

|  |           |            |
|  | Marcatori | 24’ Varone |

#### Girone di ritorno
| Arbitro: | Angelillo (Nola) |

|            |           |               |
| Caccavo 9’ | Marcatori | 17’ Antenucci |

| Arbitro: | Burlando (Genova) |

|             |           |           |
| Mignani 59’ | Marcatori | 34’ Forte |

| Arbitro: | Gavini (Aprilia) |

|  |           |            |
|  | Marcatori | 31’ Bariti |

| Arbitro: | Mirabella (Napoli) |

|                        |           |                       |
| Forte 59’ D'Uffizi 87’ | Marcatori | 46’ Ianesi 62’ Sandri |

| Arbitro: | Manzo (Torre Annunziata) |

|                            |           |               |
| Saporiti 13’ Gemignani 57’ | Marcatori | 52’ Tremolada |

| Arbitro: | Rispoli (Locri) |

|                        |           |                    |
| Varone 19’ Carpani 49’ | Marcatori | 87’ (rig.) Cortesi |

| Arbitro: | Angelillo (Nola) |

|                                 |           |  |
| Parigi 58’ A. Cioffi 80’ (rig.) | Marcatori |  |

| Arbitro: | Rinaldi (Bassano del Grappa) |

|                 |           |                              |
| E. Pierozzi 26’ | Marcatori | 52’ D’Uffizi 90+1’ Gagliardi |

| Arbitro: | Renzi (Pesaro) |

|  |           |                                       |
|  | Marcatori | 12’ Corradini 17’ Cianci 45+4’ Curcio |

| Arbitro: | Leone (Barletta) |

|                             |           |           |
| Matos 8’ (rig.) Cisco 90+1’ | Marcatori | 23’ Odjer |

| Arbitro: | Nigro (Prato) |

|  |           |                |
|  | Marcatori | 52’ Bruzzaniti |

| Arbitro: | Zoppi (Firenze) |

|                       |           |  |
| Serra 76’ Lombari 90’ | Marcatori |  |

| Arbitro: | Bozzetto (Bergamo) |

|            |           |  |
| Varone 52’ | Marcatori |  |

| Arbitro: | Iannello (Messina) |

|            |           |               |
| Corona 53’ | Marcatori | 83’ Gagliardi |

| Ascoli Piceno 30 marzo 2025, ore 15:00 CEST 34ª giornata | Ascoli                    | 0 – 0 referto | Vis Pesaro | Cino e Lillo Del Duca (5 087 spett.)\| Arbitro: \| Di Francesco (Ostia Lido) \| |
| Arbitro:                                                 | Di Francesco (Ostia Lido) |               |            |                                                                                 |

| Gubbio 5 aprile 2025, ore 17:30 CEST 35ª giornata | Gubbio               | 0 – 0 referto | Ascoli | Pietro Barbetti (1 033 spett.)\| Arbitro: \| C. Esposito (Napoli) \| |
| Arbitro:                                          | C. Esposito (Napoli) |               |        |                                                                      |

| Arbitro: | Di Reda (Molfetta) |

|           |           |                       |
| Forte 58’ | Marcatori | 51’ Zecca 90+5’ Nanni |

| Sestri Levante 23 aprile 2025, ore 18:00 CEST 37ª giornata | Sestri Levante   | 0 – 0 referto | Ascoli | Giuseppe Sivori (688 spett.)\| Arbitro: \| Colaninno (Nola) \| |
| Arbitro:                                                   | Colaninno (Nola) |               |        |                                                                |

| Arbitro: | Grasso (Ariano Irpino) |

|               |           |                      |
| Ciabuschi 11’ | Marcatori | 7’ Spalluto 61’ Dore |

### Coppa Italia Serie C

#### Turni eliminatori
| Arbitro: | Allegretta (Molfetta) |

|                          |           |            |
| D'Uffizi 35’ Marsura 60’ | Marcatori | 49’ D'Ursi |

| Arbitro: | Di Loreto (Terni) |

|                           |           |             |
| Chiosa 27’ Pattarello 76’ | Marcatori | 10’ Corazza |

## Statistiche

### Statistiche di squadra
Statistiche aggiornate al 27 aprile 2025.
| Competizione         | Punti | In casa | In casa | In casa | In casa | In casa | In casa | In trasferta | In trasferta | In trasferta | In trasferta | In trasferta | In trasferta | Totale | Totale | Totale | Totale | Totale | Totale | DR |
| Competizione         | Punti | G       | V       | N       | P       | Gf      | Gs      | G            | V            | N            | P            | Gf           | Gs           | G      | V      | N      | P      | Gf     | Gs     | DR |
| -------------------- | ----- | ------- | ------- | ------- | ------- | ------- | ------- | ------------ | ------------ | ------------ | ------------ | ------------ | ------------ | ------ | ------ | ------ | ------ | ------ | ------ | -- |
| Serie C              | 40    | 19      | 5       | 5       | 9       | 18      | 22      | 19           | 4            | 8            | 7            | 19           | 24           | 38     | 9      | 13     | 16     | 37     | 46     | -9 |
| Coppa Italia Serie C | -     | 1       | 1       | 0       | 0       | 2       | 1       | 1            | 0            | 0            | 1            | 1            | 2            | 2      | 1      | 0      | 1      | 3      | 3      | 0  |
| Totale               | -     | 20      | 6       | 5       | 9       | 20      | 23      | 20           | 4            | 8            | 8            | 20           | 26           | 40     | 10     | 13     | 17     | 40     | 49     | -9 |

### Andamento in campionato
| Giornata  | 1 | 2 | 3  | 4 | 5 | 6  | 7  | 8  | 9  | 10 | 11 | 12 | 13 | 14 | 15 | 16 | 17 | 18 | 19 | 20 | 21 | 22 | 23 | 24 | 25 | 26 | 27 | 28 | 29 | 30 | 31 | 32 | 33 | 34 | 35 | 36 | 37 | 38 |
| --------- | - | - | -- | - | - | -- | -- | -- | -- | -- | -- | -- | -- | -- | -- | -- | -- | -- | -- | -- | -- | -- | -- | -- | -- | -- | -- | -- | -- | -- | -- | -- | -- | -- | -- | -- | -- | -- |
| Luogo     | T | C | T  | T | C | T  | C  | C  | T  | C  | T  | C  | T  | C  | T  | C  | T  | C  | T  | C  | T  | C  | C  | T  | C  | T  | T  | C  | T  | C  | T  | C  | T  | C  | T  | C  | T  | C  |
| Risultato | N | V | P  | V | V | N  | P  | P  | P  | P  | P  | N  | N  | N  | N  | V  | V  | V  | V  | N  | N  | P  | N  | P  | V  | P  | V  | P  | P  | P  | P  | V  | N  | N  | N  | P  | N  | P  |
| Posizione | 9 | 6 | 11 | 7 | 9 | 10 | 11 | 14 | 15 | 16 | 18 | 18 | 17 | 17 | 17 | 15 | 14 | 13 | 11 | 9  | 11 | 12 | 11 | 13 | 10 | 12 | 12 | 13 | 14 | 14 | 15 | 15 | 15 | 15 | 15 | 15 | 15 | 15 |

Fonte:  Classifica Serie C Girone B, su tuttocampo.it.
Legenda:

Luogo: C = Casa; T = Trasferta. Risultato: V = Vittoria; N = Pareggio; P = Sconfitta.

### Statistiche dei giocatori
Sono in corsivo i calciatori che hanno lasciato la squadra a stagione in corso.
| Giocatore       | Serie C  | Serie C | Serie C     | Serie C    | Coppa Italia Serie C | Coppa Italia Serie C | Coppa Italia Serie C | Coppa Italia Serie C | Totale   | Totale | Totale      | Totale     |
| Giocatore       | Presenze | Reti    | Ammonizioni | Espulsioni | Presenze             | Reti                 | Ammonizioni          | Espulsioni           | Presenze | Reti   | Ammonizioni | Espulsioni |
| --------------- | -------- | ------- | ----------- | ---------- | -------------------- | -------------------- | -------------------- | -------------------- | -------- | ------ | ----------- | ---------- |
| I. Achik        | 6        | 0       | 1           | 0          | 0                    | 0                    | 0                    | 0                    | 6        | 0      | 1           | 0          |
| C. Adjapong     | 30       | 0       | 4           | 1          | 2                    | 0                    | 0                    | 0                    | 32       | 0      | 4           | 1          |
| M. Alagna       | 36       | 0       | 6           | 0          | 2                    | 0                    | 0                    | 0                    | 38       | 0      | 6           | 0          |
| L. Baldassin    | 10       | 0       | 3           | 1          | 0                    | 0                    | 0                    | 0                    | 10       | 0      | 3           | 1          |
| A. Bando        | 23       | 2       | 5           | 0          | 2                    | 0                    | 0                    | 0                    | 25       | 2      | 5           | 0          |
| M. Bertini      | 20       | 0       | 8           | 0          | 2                    | 0                    | 0                    | 0                    | 22       | 0      | 8           | 0          |
| L. Caccavo      | 16       | 1       | 0           | 1          | 2                    | 0                    | 0                    | 0                    | 18       | 1      | 0           | 1          |
| S. Campagna     | 13       | 0       | 0           | 0          | 2                    | 0                    | 0                    | 0                    | 15       | 0      | 0           | 0          |
| G. Carpani      | 13       | 1       | 7           | 0          | 0                    | 0                    | 0                    | 0                    | 13       | 1      | 7           | 0          |
| J. Ciabuschi    | 10       | 1       | 1           | 0          | 0                    | 0                    | 0                    | 0                    | 10       | 1      | 1           | 0          |
| S. Corazza      | 35       | 11      | 3           | 0          | 2                    | 1                    | 0                    | 0                    | 37       | 12     | 3           | 0          |
| F. Cozzoli      | 20       | 1       | 3           | 0          | 2                    | 0                    | 1                    | 0                    | 22       | 1      | 4           | 0          |
| M. Curado       | 13       | 0       | 4           | 0          | 0                    | 0                    | 0                    | 0                    | 13       | 0      | 4           | 0          |
| F. D'Amore      | 10       | 0       | 4           | 0          | 0                    | 0                    | 0                    | 0                    | 10       | 0      | 4           | 0          |
| S. D'Uffizi     | 26       | 2       | 5           | 0          | 2                    | 1                    | 0                    | 0                    | 28       | 3      | 5           | 0          |
| F. Forte        | 10       | 3       | 1           | 0          | 0                    | 0                    | 0                    | 0                    | 10       | 3      | 1           | 0          |
| M. Gagliardi    | 12       | 2       | 3           | 0          | 0                    | 0                    | 0                    | 0                    | 12       | 2      | 3           | 0          |
| R. Gagliolo     | 19       | 0       | 7           | 1          | 0                    | 0                    | 0                    | 0                    | 19       | 0      | 7           | 1          |
| A. Livieri      | 23       | -29     | 2           | 0          | 0                    | -0                   | 0                    | 0                    | 23       | -29    | 2           | 0          |
| D. Marsura      | 33       | 1       | 5           | 1          | 2                    | 1                    | 0                    | 0                    | 35       | 2      | 5           | 1          |
| E. Maurizii     | 14       | 0       | 3           | 0          | 1                    | 0                    | 0                    | 0                    | 15       | 0      | 3           | 0          |
| D. Menna        | 26       | 1       | 5           | 0          | 1                    | 0                    | 0                    | 0                    | 27       | 1      | 5           | 0          |
| M. Odjer        | 12       | 1       | 3           | 0          | 0                    | 0                    | 0                    | 0                    | 12       | 1      | 3           | 0          |
| M. Piermarini   | 19       | 0       | 5           | 0          | 2                    | 0                    | 0                    | 0                    | 21       | 0      | 5           | 0          |
| D. Quaranta     | 10       | 0       | 2           | 0          | 0                    | 0                    | 0                    | 0                    | 10       | 0      | 2           | 0          |
| M. Raffaelli    | 15       | -17     | 1           | 0          | 2                    | -3                   | 0                    | 0                    | 17       | -20    | 1           | 0          |
| A. Silipo       | 30       | 2       | 2           | 0          | 1                    | 0                    | 0                    | 0                    | 31       | 2      | 2           | 0          |
| Y. M. Silvestri | 6        | 0       | 1           | 0          | 0                    | 0                    | 0                    | 0                    | 6        | 0      | 1           | 0          |
| A. Tavčar       | 6        | 0       | 3           | 1          | 1                    | 0                    | 0                    | 0                    | 7        | 0      | 3           | 1          |
| M. Tirelli      | 19       | 1       | 3           | 0          | 2                    | 0                    | 1                    | 0                    | 21       | 1      | 4           | 0          |
| L. Tremolada    | 30       | 1       | 3           | 0          | 0                    | 0                    | 0                    | 0                    | 30       | 1      | 3           | 0          |
| I. Varone       | 36       | 5       | 7           | 0          | 2                    | 0                    | 0                    | 0                    | 38       | 5      | 7           | 0          |